# Grabina (gmina Ostrowite)
Grabina – wieś w Polsce położona w województwie wielkopolskim, w powiecie słupeckim, w gminie Ostrowite.
W latach 1975–1998 miejscowość należała administracyjnie do województwa konińskiego.
Zobacz też: Grabina, Grabina Radziwiłłowska, Grabina Wielka, Grabina Wola